# Згорнє Данє
Згорнє Данє (словен. Zgornje Danje) — поселення в общині Железнікі, Горенський регіон, Словенія. Висота над рівнем моря: 1099,1 м.